# Duncan Grant (Ruderer)
Duncan Grant (* 7. Februar 1980 in Ashburton) ist ein ehemaliger neuseeländischer Leichtgewichts-Ruderer. Er war Weltmeister im Leichtgewichts-Einer von 2007 bis 2009.

## Sportliche Karriere
Duncan Grant begann 1993 mit dem Rudersport. 2002 gewann er die Silbermedaille im Leichtgewichts-Einer bei den U23-Weltmeisterschaften. Bei den Weltmeisterschaften 2003 in Mailand startete er mit Nathan Terrey im Leichtgewichts-Doppelzweier und belegte den 15. Platz.
Bei den Weltmeisterschaften 2006 in Eton gewann Duncan Grant seine erste Medaille im Erwachsenenbereich. Hinter dem Briten Zac Purchase und dem Spanier Juan Zunzunegui Guimerans erkämpfte er die Bronzemedaille im Leichtgewichts-Einer. Hatte er 2006 im Ziel noch etwa fünf Sekunden Rückstand auf den Sieger, so siegte er bei den Weltmeisterschaften 2007 in München mit dreieinhalb Sekunden Vorsprung vor dem Italiener Lorenzo Bertini. Im Jahr darauf hatte er bei den Weltmeisterschaften 2008 in Linz/Ottensheim nur 0,35 Sekunden Vorsprung vor dem Niederländer Jaap Schouten. 2009 in Posen gewann er seinen dritten Titel in Folge mit anderthalb Sekunden Vorsprung vor dem Griechen Vasileios Polymeros. 2010 fanden die Weltmeisterschaften vor heimischem Publikum auf dem Lake Karapiro statt. Grant verpasste den Einzug ins A-Finale und belegte als Sieger des B-Finales den siebten Platz. Im Jahr darauf erreichte er bei den Weltmeisterschaften 2011 in Bled wieder das A-Finale und erhielt die Bronzemedaille hinter dem Dänen Henrik Stephansen und dem Italiener Pietro Ruta.
2012 versuchte Grant, sich mit dem Leichtgewichts-Vierer ohne Steuermann für die Olympischen Spiele zu qualifizieren. Bei der entscheidenden Regatta in Luzern belegten die Neuseeländer den dritten Platz, nur die ersten beiden Boote qualifizierten sich für die olympische Regatta. Bei den Weltmeisterschaften 2013 trat der 1,87 m große Duncan Grant noch einmal im Leichtgewichts-Einer an, erreichte aber nur noch den 13. Platz.